# تادئوس وارداپت ایساهاکیان-زالکسی
تادئوس وارداپت ایساهاکیان-زالکسی (لهستانی: Tadeusz Bohdan Isakowicz-Zaleski; ارمنی: Թադևոս Վարդապետ Իսահակյան-Զալեսկի؛ ۷ سپتامبر ۱۹۵۶ – ۹ ژانویه ۲۰۲۴) کشیش کلیسای کاتولیک ارمنی و کلیسای کاتولیک لهستانی، پدیدآور و کنشگر ارمنی‌تبار اهل لهستان بود.

## زندگی
وی در ۷ سپتامبر ۱۹۵۶ در کراکوف از پدری لهستانی و مادری ارمنی به دنیا آمد . در تاریخ ۳ مه ۲۰۱۶ نشان افتخار تولد لهستان به وی اعطا گردیده‌است. وی در ۹ ژانویهٔ ۲۰۲۴ در سن ۶۷ سالگی در درگذشت.